# For All the Dogs
For All the Dogs é o oitavo álbum de estúdio do rapper e cantor canadense Drake. Foi lançado em 6 de outubro de 2023, após sofrer um atraso da data de lançamento original, 22 de setembro, pela OVO Sound e Republic Records . O álbum conta com participações especiais de Nicki Minaj, Bad Bunny, SZA,Teezo Touchdown, J. Cole, Sexyy Red, Chief Keef, PARTYNEXTDOOR, 21 Savage, Yeat e Lil Yachty . A produção foi feita por 40, Bnyx e Yachty, entre outros.
O álbum segue os dois álbuns de Drake lançados em meados de 2022: seu sétimo álbum de estúdio, Honestly, Nevermind e o álbum de estúdio colaborativo Her Loss (com 21 Savage ). Foi precedido por dois singles: o single principal, " Slime You Out " com participação de SZA, lançado em 15 de setembro de 2023. A música chegou no primeiro lugar na Billboard Hot 100 dos EUA. O segundo single do álbum, " 8AM in Charlotte ", foi lançado em 5 de outubro de 2023.

## Divulgação do álbum
Em 21 de janeiro de 2023, durante seu show gratuito no Apollo Theatre, Drake anunciou o lançamento de um álbum, dizendo que queria "despertar mais emoções, talvez este ano". Ele também respondeu à recepção negativa de seus álbuns anteriores, afirmando: "Já pensei em um monte de coisa na vida, mas neste momento nenhuma dessas coisas está impedindo de fazer música para [os fãs]".
Em 23 de junho, Drake anunciou que seu livro de poesia intitulado Titles Ruin Everything, que foi escrito junto ao compositor Kenza Samir e anunciado anteriormente no verão de 2022, seria lançado em julho. Um dia depois, anúncios completos na primeira página do New York Post continham um código QR incorporado. Ao digitalizar, o código QR redirecionava para uma *landing page" com uma foto de dois cachorrinhos acima de uma declaração: “Fiz um álbum para acompanhar o livro... Dizem que sentem falta do velho Drake, garota, não me desafie. todos os cães (For All the Dogs)". Seu título logo foi oficialmente confirmado pela OVO e pela Republic.
Durante sua apresentação em Detroit em 9 de julho para a It's All a Blur Tour, sua turnê com 21 Savage, Drake anunciou que Nicki Minaj apareceria no álbum, o que entretanto não aconteceu por razões desconhecidas. Ele também anunciou que Bad Bunny apareceria no álbum durante sua apresentação em Los Angeles em 13 de agosto, que aparece na música "Gently". Oito dias depois, Drake revelou a capa do álbum, desenhada por seu filho, Adonis Graham. No dia 22 de agosto, a Amazon Music anunciou nas redes sociais que o álbum seria lançado em três dias junto com elogios a Adonis pelo desenho, mas o comunicado foi apagado depois. Em 6 de setembro, Drake confirmou que o álbum seria lançado em 22 de setembro. Dois dias após o anúncio, ele compartilhou um vídeo trailer do álbum, que era um flashback de seu pai, Dennis Graham, atuando na série de televisão canadense Stormy Monday with Danny Marks, no início dos anos 1990.
Em 15 de setembro de 2023, Drake lançou o primeiro single do álbum, "Slime You Out", que conta com a participação da cantora e compositora americana SZA; a canção estreou em primeiro lugar na Billboard Hot 100, dando a Drake seu décimo segundo single número um nas paradas dos EUA e SZA o segundo. Um dia depois, ele anunciou que o álbum seria adiado em exatamente duas semanas e seria lançado em 6 de outubro. Em 5 de outubro, Drake lançou o segundo single do álbum, "8AM in Charlotte", e revelou a tracklist do projeto.